# Списък с писатели на научна фантастика
Това е непълен списък с автори на литературни произведения, които от съвременна гледна точка са наричани научна фантастика. В списъка са включени както автори, които са писали още преди създаването на термина „научна фантастика“ така и такива, за които това не е обичайния жанр.

## А
- Кобо Абе (1924 – 1993) – един от най-известните японски фантасти.
- Дъглас Адамс (1952 – 2001) – английски автор известен с хумористични, сатирични и научнофантастични творби. „Пътеводител на галактическия стопаджия“.
- Хенрих Алтов
- Айзък Азимов (1920 – 1992) – американски фантаст. Един от доайените на съвременната фантастика. Един от „големите трима“. Фондацията, „Аз, роботът“.

## Б
- Александър Бакалов (р. 1978) – български фантаст, автор на разкази и повести.
- Пиер Барбе (1925 – 1995) – френски автор на научнофантастични и фентъзи произведения.
- Борис Бело (р. 1961) – псевдоним на българския автор Борислав Беловарски.
- Александър Беляев (1884 – 1942) – един от най-ранните руски автори на научна фантастика. „Ариел“, „Човекът-амфибия“.
- Дмитрий Биленкин (1933 – 1987) – руски фантаст. Един от петимата стоящи зад псевдонима Павел Багряк.
- Едуард Брайънт (р. 1945) – американски автор на научна фантастика и хорър.
- Джон Брънър (1934 – 1995) – плодовит английски фантаст, носител на наградата Хюго за 1968.
- Рей Бредбъри (1920 – 2012) – известен американски автор на научна фантастика и фентъзи. „451 градуса по Фаренхайт“.
- Кир Буличов (1934 – 2003) – руски изтоковед, преводач, журналист и фантаст известен най-вече с цикъла си за Алиса Селезньова.

## В
- Иля Варшавски
- Алфред ван Вогт (1912 – 2000) – канадски фантаст. Пионер в твърдата научна фантастика. „Империя на атома“.
- Владимир Василев (р. 1967) – руски музикант и фантаст, един от първите автори, писали изцяло след разпада на Съветския съюз.
- Павел Вежинов – псевдоним на българския писател Никола Делчев Гугов
- Жул Верн (1828 – 1905) – френски автор, наричан „бащата на научната фантастика“. „Капитан Немо“, „Пътешествие до центъра на Земята“, „80 дни около света“.
- Кърт Вонегът (1922 – 2007) – американски писател-романист и сатирик. „Времетръс“, „Котешка люлка“.

## Г
- Григор Гачев (р. 1966) – български преводач и писател на научна фантастика и фентъзи.
- Георги Георгиев (р. 1945) – български преводач и писател на научна фантастика.
- Хюго Гернсбек (1884 – 1967) – люксембургски откривател, редактор и писател на научна фантастика. Наградата Хюго носи неговото име.
- Генадий Гор
- Михаил Грешнов
- Уилям Гибсън (р. 1948) – американски фантаст, наричан „бащата на киберпънка“. „Невромантик“, „Джони Мнемоник“.
- Урсула Ле Гуин (1929 – 2018) – американска писателка на фентъзи и научна фантастика. Известна с циклите си за Землемория и Хейн.
- Евгений Гуляковски (р. 1934) – руски автор на фантастика и фентъзи. „Сезонът на Мъглите“.

## Д
- Джон Джейкс (р. 1932) – американски автор на историческа проза, фентъзи и научна фантастика.
- Филип Дик (1928 – 1982) – американски автор на научна фантастика с огромно влияние върху жанра. „Сънуват ли андроидите електроовце?“, „Човекът във високия замък“.
- Любен Дилов (1927-2008) – един от най-известните български автори на научна фантастика. „Пътят на Икар“, „Атомният човек“, „Тежестта на скафандъра“.
- Жан-Клод Дюнак (р. 1957) – френски фантаст.
- Аврам Дейвидсън (1923 – 1993) – американски фантаст.

## З
- Януш Зайдел (1938 – 1985) – полски фантаст. Втори по известност след Станислав Лем. „Limes Inferior“
- Тимъти Зан (р. 1951) – американски фантаст. Известен с много романи по мотиви от „Междузвездни Войни“
- Роджър Зелазни (1937 – 1995) – американски автор на научна фантастика и фентъзи, известен най-вече с „Хрониките на Амбър“.

## И
- Ивайло Иванов (р. 1971) – български автор на научна фантастика и фентъзи.
- Мирон Иванов (1931 – 1988) – български фантаст, хуморист и драматург. „Живей като другите и бъди благословен“
- Емануел Икономов (р. 1960) – български журналист и преводач и автор на фантастични разкази и новели. Известен е под много псевдоними.

## Й
- Волфганг Йешке (р. 1936) – германски писател на научна фантастика от чешки произход. „Последният ден на сътворението“

## К
- Илия Кадинов – български писател, автор на романите „Лабиринтът на Кулдрич“ и „Отвъд третата вселена“.
- Орсън Скот Кард (р. 1951) – американски фантаст, журналист и политически активист. Автор на цикъла за Ендър.
- Линууд Картър (1930 – 1988), известен още като Лин Картър – американски автор на научна фантастика и фентъзи. Известен със серията за Калисто.
- Хенри Кътнър (1915 – 1958) – американски фантаст. Един от пионерите в хоръра.
- Никола Кесаровски (1944 – 2007) – български фантаст, журналист и преводач. „Не смей да закачаш!“, „Петият закон“
- Стивън Кинг (р. 1947) – американски писател, известен най-вече със своите романи на ужаса
- Джон Кипакс
- Артър Кларк (1917 – 2008) – британски писател и изобретател, известен с научнофантастичния си роман „Одисея в космоса“
- Тиодор Когсуел
- Димитър Кожухаров
- Златимир Коларов (р. 1954) – български лекар ревматолог и писател
- Сирил Корнблът
- Бърнард Корнуел (р. 1944) – британски писател, автор на бестселъри в жанровете исторически приключенски роман и исторически трилър

- Майкъл Крайтън (1942 – 2008) – американски писател на бестселъри в жанра медицински научнофантастичен трилър
- Красномир Крачунов
- Ролф Крон
- Марио Кроненбърг
- Спас Крушков
- Петър Кърджилов (р. 1950) – български писател фантаст, журналист и киноисторик
- Бари Късел (р. 1958) – псевдоним на българския писател Иван Стоянов-Бари, живеещ от 1990 г. в Амстердам

## Л
- Йовко Ламбрев
- Стирлинг Ланер
- Олга Ларионова
- Мъри Лейнстър
- Станислав Лем
- Алексей Леонидов
- Танит Ли
- Тошо Лижев
- Дмитрий Лиханов
- Евгений Лукин
- Клод Льогран
- Клайв Стейпълс Луис
- Весела Люцканова

## М
- Сибин Майналовски
- Джак Макдевит
- Филис Макленън
- Георги Малинов
- Емил Манов
- Юлиана Манова
- Иван Мариновски
- Владимир Мегре
- Юрий Медведев
- Джулиан Мей
- Велко Милоев
- Михаил Милушев
- Александър Мирер
- Александр Морозов

## Н
- Джоди Най
- Величка Настрадинова
- Снежана Неделчева
- Алън Нелсън
- Рей Нелсън
- Лари Нивън
- Георги Николов (писател)
- Уилям Нолън
- Андре Нортън
- Алън Нурс
- Ерик Нуршин

## О
- Брайън Олдис
- Рей Олдридж
- Чад Оливър
- Джордж Оруел

## П
- Елена Павлова
- Хорас Пайпър
- Радослав Парушев
- Ернст Пашицки
- Елин Пелин
- Мирослав Пенков
- Стив Пери
- Едгар Алан По
- Живко Попов
- Генадий Прашкевич

## Р
- Васил Райков
- Йордан Радичков
- Робърт Ранкин
- Майк Резник
- Игор Росоховатски
- Ерик Ръсел
- Карлос Раш

## С
- Фред Саберхаген
- Клифърд Саймък
- Димитър Сашков
- Робърт Силвърбърг
- Сергей Снегов
- Симеон Симов
- Дан Симънс
- Светослав Славчев
- Хенри Слесар
- Дийн Смит
- Кордуайнър Смит
- Робърт Сойер
- Жан-Франсоа Сомсински
- Константин Спиров
- Митко Стойнов
- Братя Стругацки
- Ханк Сърлз
- Ерик Симон

## Т
- Кодзи Танака
- Димитър Тенчев
- Цветана Тодорова
- Алексей Толстой
- Теодор Томас
- Доротея Асенова Трифонова

## У
- Джеймс Уайт
- Лорънс Уат-Ивънс
- Франсис Уилсън
- Кейт Уилхелм
- Бернд Улбрих

## Ф
- Конрад Фиалковски
- Валентина Фиданова
- Джак Фини
- Джулиан Флъд
- Алън Фостър
- Херберт Франке

## Х
- Иван Хаджиев
- Робърт Хайнлайн
- Хари Харисън
- Евгений Харитонов
- Зена Хендерсън
- Фред Хойл
- Норма Хътман

## Ц
- Ясутака Цуцуи

## Ч
- Гилбърт Кийт Честъртън
- Янчо Чолаков

## Ш
- Робърт Шекли
- Александър Шемелеков
- Лусиъс Шепард
- Вадим Шефнер
- Ивайло Шонов

## Щ
- Борис Щерн

## Я
- Тетсу Яно